# Carex krascheninnikowii
Carex krascheninnikowii là một loài thực vật có hoa trong họ Cói. Loài này được Kom. ex V. Krecz. mô tả khoa học đầu tiên.